# Aziatische kampioenschappen judo 1993
De Aziatische kampioenschappen judo van 1993 werden op 13 en 14 november 1993 gehouden in Macau. 

## Medailles

### Mannen
| Onderdeel          | Goud            | Goud | Zilver        | Zilver | Brons                          | Brons   |
| ------------------ | --------------- | ---- | ------------- | ------ | ------------------------------ | ------- |
| Klasse tot 60 kg   | Han Hak-Gwon    | KOR  | Yasuo Otoguro | JPN    | D. Narmandakh LSerik Adiganov  | MGL KAZ |
| Klasse tot 65 kg   | Ivan Karazelidi | KAZ  | Bae Sang-Il   | KOR    | Masahiko Otobe Lee             | JPN TPE |
| Klasse tot 71 kg   | Shigeru Toyama  | JPN  | Yoon          | KOR    | Pak Yong-I Huang Chien-Lung    | PRK TPE |
| Klasse tot 78 kg   | Kozo Kitada     | JPN  | Lin Yu-Ming   | TPE    | Yoon Dong-Sik John Baylon      | KOR PHI |
| Klasse tot 86 kg   | Hirotaka Okada  | JPN  | Cho           | KOR    | Sergey Alimzhanov Dalier       | KAZ IRI |
| Klasse tot 95 kg   | Shinichiro Soh  | JPN  | D. Dorjbat    | MGL    | Sergey Shakimov Lee Jung-Young | KAZ KOR |
| Klasse boven 95 kg | Koichiro Mitani | JPN  | Igor Peshkov  | KAZ    | Mahmoud Miran B. Badmaanyambuu | KAZ MGL |
| Open klasse        | Jun Konno       | JPN  | Yoo           | KOR    | Mahmoud Miran B. Badmaanyambuu | KAZ MGL |

### Vrouwen
| Onderdeel          | Goud           | Goud | Zilver        | Zilver | Brons                          | Brons   |
| ------------------ | -------------- | ---- | ------------- | ------ | ------------------------------ | ------- |
| Klasse tot 48 kg   | Tang Lihong    | CHN  | Atsuko Nagai  | JPN    | Kim Huang Yu-Shin              | KOR TPE |
| Klasse tot 52 kg   | Hyun Sook-Hee  | KOR  | Pak           | PRK    | Xian Dongmei Tseng Hsiao-Feng  | CHN TPE |
| Klasse tot 56 kg   | Jung Sun-Yong  | KOR  | Poonam Chopra | IND    | Shizuka Johoji Hu Rong         | JPN CHN |
| Klasse tot 61 kg   | Jung Sung-Sook | KOR  | Wu Mei-Ling   | TPE    | Yuko Emoto Wu Ching-Hui        | JPN HKG |
| Klasse tot 66 kg   | Cho Min-Sun    | KOR  | Xu            | CHN    | Chen Chiu-Ping Noriko Fujimoto | TPE JPN |
| Klasse tot 72 kg   | Zhao Limin     | CHN  | Kim Mi-jung   | KOR    | Yuriko Fukuba Hsu Hui-Yu       | JPN TPE |
| Klasse boven 72 kg | Sun Yanyan     | CHN  | Shon Hyun-Me  | KOR    | Yukari Asada Gapit             | JPN PHI |
| Open klasse        | Gao            | CHN  | Kaori Suzuki  | JPN    | Lee Hsiao-Hung Yeh Wen-Hua     | KOR TPE |

## Medaillespiegel
| Plaats | Land           | Goud | Zilver | Brons | Totaal |
| 1      | Japan          | 6    | 3      | 6     | 15     |
| 2      | Zuid-Korea     | 5    | 6      | 4     | 15     |
| 3      | China          | 4    | 1      | 2     | 7      |
| 4      | Kazachstan     | 1    | 1      | 5     | 7      |
| 5      | Chinees Taipei | 0    | 2      | 7     | 9      |
| 6      | Mongolië       | 0    | 1      | 3     | 4      |
| 7      | Noord-Korea    | 0    | 1      | 1     | 2      |
| 8      | India          | 0    | 1      | 0     | 1      |
| 9      | Filipijnen     | 0    | 0      | 2     | 2      |
| 10     | Iran           | 0    | 0      | 1     | 1      |
| 10     | Hongkong       | 0    | 0      | 1     | 1      |
| Totaal | Totaal         | 16   | 16     | 32    | 64     |